# OA vz.27
Obrněný automobil (OA) vz. 27 (Škoda PA-III) – czechosłowacki samochód pancerny z okresu międzywojennego, konstrukcji zakładów Škody. W 1929 roku wyprodukowano serię 15 sztuk, używanych przez armię Czechosłowacji do 1939 roku. Samochody te zostały następnie przejęte przez Słowację, Rumunię i Niemcy.

## Historia konstrukcji
W wytwórni Škoda w 1924 roku rozpoczęto opracowywanie nowego samochodu pancernego, który otrzymał oznaczenie fabryczne PA-III. Był on następcą niezaakceptowanych formalnie przez armię samochodów Škoda PA-I i Škoda PA-II i zachowywał pewne ich cechy konstrukcyjne, przede wszystkim nietypowy symetryczny kształt nadwozia, z przedziałem bojowym pośrodku i podobnym przodem i tyłem. Założeniem było uzyskanie samochodu lżejszego i bardziej mobilnego oraz tańszego w produkcji niż PA-II. Charakterystyczny pancerz z wygiętych płyt pancerza, nadający poprzedniemu modelowi potoczną nazwę „żółwia” (Želva), został zastąpiony przez nieco łatwiejszy do produkcji, lecz nadal skomplikowany pancerz z licznych płaskich lub wygiętych płyt, poustawianych pod różnymi kątami względem siebie. Samochód ponadto otrzymał ponownie centralnie umieszczoną wieżę obrotową, jak w modelu PA-I. Już w 1925 roku Škoda zbudowała podwozia dla 12 samochodów, natomiast prace nad konstrukcją pancernego nadwozia przeciągały się. W sierpniu 1925 drewniana makieta ostatecznego nadwozia została wybrana przez komisję wojskową, po czym 28 lipca 1927 wojsko przyjęło nieopancerzony prototyp. 16 grudnia 1927 został on zatwierdzony do produkcji i otrzymał oznaczenie wojskowe Obrněný automobil vz. 27 (OA vz. 27) – samochód pancerny wzór 1927.
Między majem a październikiem 1929 roku Škoda wyprodukowała serię 15 samochodów pancernych, w tym trzy na zamianę PA-II sprzedanych do Austrii.
Planowano zamówienie dalszych 9 samochodów OA vz. 27, na zamianę dalszych samochodów PA-II, lecz z uwagi na wysoki koszt wytwarzania (626 770 koron – ok. 25 000 dolarów USA) i opracowanie lżejszego samochodu pancernego OA vz. 30, zrezygnowano ostatecznie z dalszych zamówień. 

## Użycie
Samochód pancerny OA vz. 27 został wprowadzony na uzbrojenie armii czechosłowackiej w 1929 roku. Początkowo sześć weszło w skład pułku pancernego w Milovicach, a dziewięć w skład szwadronu samochodów pancernych kawalerii, ostatecznie po reorganizacji dziewięć weszło w skład 1. Pułku Pancernego (PÚV-1) w Milovicach, a po trzy w skład PÚV-2 w Ołomuńcu i PÚV-3 w Turčianskym Svätým Martinie. Samochód był uważany za udaną konstrukcję, dobrze sprawującą się pod względem eksploatacji. Mimo to, nie spełnił pokładanych oczekiwań, będąc niewiele lżejszy i równie drogi w produkcji, jak PA-II, a przy tym miał niższą o połowę prędkość maksymalną w warunkach drogowych. Konstrukcja spotkała się z zainteresowaniem potencjalnych nabywców zagranicznych z Europy, Chin i Japonii (będąc w chwili powstania jednym z niewielu nowoczesnych samochodów pancernych), ale nie doszło do żadnych zamówień, a przy tym zakłady Škody były wówczas przeciążone produkcją dla armii czechosłowackiej. 
Pod koniec 1938 roku samochody te używane były w walkach przeciwdywersyjnych w Sudetach. W marcu 1939 roku po rozpadzie Czechosłowacji, 3 samochody otrzymała nowo powstająca armia słowacka. Słowackie pojazdy złomowano w lutym 1943.
Trzy samochody zostały przejęte przez Rumunię w marcu 1939, kiedy ich załogi postanowiły przekroczyć granicę z Rumunią uciekając przed zajmującymi Karpato-Ukrainę siłami węgierskimi. Używane były następnie przez jej armię do zadań ochronnych. Dwa z nich zostały zniszczone podczas nalotu alianckiego na zagłębie naftowe Ploesti w 1944. Pozostałe samochody vz. 27 przejęli Niemcy po zajęciu Czech w marcu 1939.

## Konstrukcja
Samochód vz. 27 miał podwozie w formie ramy, w której przedniej części umieszczony był silnik z chłodnicą i zbiornikiem paliwa przed nim. Napędzał go 4-cylindrowy silnik gaźnikowy Škoda o pojemności 5700 cm³ i mocy 60 KM (44,3 kW) przy 1600 obr./min, sprzęgnięty z 4-biegową skrzynią biegów. Nadwozie pancerne o skomplikowanym kształcie wykonane było z płaskich i częściowo wygiętych płyt grubości od 3 do 5,5 mm, nitowanych do ramy. Dostęp zapewniały drzwiczki umieszczone centralnie w bocznych ścianach.
Jedną z osobliwości konstrukcyjnych samochodu był napęd przenoszony na przednią lub tylną oś w zależności od tego, w którym kierunku samochód się poruszał (nie był to napęd 4x4). Samochód miał dwóch kierowców i także przednia lub tylna oś była kierowana w zależności od kierunku jazdy. Kierowcy zajmowali miejsce po prawej stronie centralnego przedziału bojowego, dla obu kierunków jazdy. Kierowcy mieli przed sobą oraz za sobą luk obserwacyjny zamykany klapą, w której znajdowała się szczelina obserwacyjna ze szkłem pancernym. 
Wieża miała stożkowe ściany i skomplikowany kształt dachu, w którym znajdował się właz dowódcy. Z przodu wieży był umieszczony karabin maszynowy w jarzmie kulistym, dwa dodatkowe jarzma kuliste znajdowały się w jej bocznych ścianach, a w tylnej ścianie był reflektor szperacz Scintilla, z osłoną pancerną. Drugi karabin maszynowy był zamontowany centralnie w wykuszu w tylnej ściance przedziału bojowego, z polem ostrzału 72°. Chłodzone wodą karabiny maszynowe Schwarzlose vz.7/24 wyposażone były w lunetki celownicze, co polepszało celność broni w porównaniu z samochodem PA-II. Samochód nie był wyposażony w radiostację, pomimo prowadzenia takich prób.
Stosowane były podczas normalnego szkolenia koła z oponami 38 × 7", a do walki przeznaczono koła z ogumieniem z komorami powietrznymi, o wymiarach 720 × 30 mm. Samochody były malowane nietypowo dla czechosłowackich pojazdów, całe w kolorze szarym, w chęci lepszego maskowania na szosie.